# 아킬레스와 거북이
아킬레스와 거북이(アキレスと亀, Achilles And The Tortoise)는 일본에서 제작된 기타노 다케시 감독의 2008년 코미디 영화이다. 기타노 다케시 등이 주연으로 출연하였고 모리 마사유키 등이 제작에 참여하였다.

## 출연

### 주연
- 기타노 다케시
- 히구치 카나코

### 조연
- 오모리 나오
- 아소 구미코
- 오스기 렌
- 이부 마사토
- 야나기 유레이
- 츠츠이 마리코
- 나카오 아키라
- 토쿠나가 에리
- 엔조지 아야